# 藤原千晴
藤原 千晴（ふじわら の ちはる）は、平安時代中期の貴族（軍事貴族）。藤原氏の本流・藤原北家の先祖である藤原房前の次男・藤原魚名を先祖とし、関東地方や東北地方などの地方における藤原氏の子孫として魚名流（奥州藤原氏・足利氏・伊達氏など）とも呼ばれる。下野守兼武蔵守兼鎮守府将軍である武門の棟梁藤原秀郷の三男。

## 経歴
父の秀郷が平将門の乱で功績をあげたため、朝廷で登用され平安京で活動する。康保4年（967年）村上天皇の崩御に際して、伊勢固関使を務める。武蔵国では、前武蔵権介・平義盛と争ったこともある。これは、父・秀郷の築いた武蔵国における利権を巡る争いであったとされる。この間、相模介などを務めるが、安和2年（969年）に起きた藤原北家嫡流による他氏排斥事件である安和の変で、前武蔵介であり武蔵国において対抗していた藤原善時に密告され、同じく前武蔵権守・前武蔵守を歴任し、武蔵国で対抗し、都においても対立する清和源氏の一族・源満仲や源満季に追捕されて失脚、隠岐国に流罪となった。以後の消息は不明。

## 系譜
『尊卑分脈』による。
- 父：藤原秀郷
- 母：不詳
- 生母不詳の子女
  - 男子：藤原久頼[2]
  - 男子：藤原諸任 - 沢胯四郎
  - 男子：藤原千清
- 孫
  - 藤原正頼 - 藤原頼遠の父